# پیکیا پاستوریس
پیکیا پاستوریس گونه ای از مخمر متیلوتروف است (به انگلیسی :methylotrophic). پیکیا به طور گسترده ای برای بیان پروتئین در تکنیک دی ان ای نوترکیب (به انگلیسی :recombinant DNA) استفاده می‌شود. از این رو برای تحقیقاتِ زیست‌شیمی (به انگلیسی: biochemistry) و تحقیقاتِ ژنتیک در دانشگاه‌ها و در صنایع زیست فناوری (به انگلیسی: biotechnology) استفاده می‌شود.

## پیکیا پاستوریسبه عنوان یک سیستمِبیان ژن
پیکیا پاستوریس غالباً به عنوان یک سیستم بیان ژن (به انگلیسی: expression system)برای تولید پروتئین استفاده می‌شود.
پیکیا پاستوریس دارای دو ژن الکل اکسیداز (به انگلیسی: alcohol oxidase) است، الکل اکسیداز 1 (Aox1) و الکل اکسیداز 2 (Aox2) که دارای یک پروموتر (ژنتیک) قویا قابل القا (به انگلیسی: inducible) است. این ژن‌ها به پیکیا اجازه می‌دهند که از متانول به عنوان منبع کربن و انرژی استفاده کند. پروموترهای الکل اکسیداز به وسیلهٔ متانول القا و به وسیلهٔ به عنوان مثال گلوکز مهار می‌شوند. معمولاً ژنِ پروتئینِ مورد نظر، تحت کنترل پروموتر الکل اکسیژناز ۱ نشان داده می‌شود که بدین معناست که تولید پروتئین می‌تواند با اضافه نمودن متانول القا شود. در وکتور بیان متداول، پروتئین مورد نظر به صورت یک محصول ادغامی به سیگنال ترشحی تراوش (زیست‌شناسی) فاکتور جفت گیری آلفای ساکارومایسس سرویزیه (مخمر نان) تولید می‌شود. این باعث می‌شود که پروتئین به محیط کشت، ترشح شود که این امر تا حدّ زیادی تخلیص پروتئینِ (به انگلیسی: protein purification) متعاقب آن را تسهیل می‌کند. پلاسمید تجاریِ قابل دسترسی وجود دارند که این ویژگی‌ها را به صورت ترکیب شده دارا می‌باشند (مثل وکتور pPICZα)

## مقایسه با سایر سیستم‌های بیان ژن
در تحقیقات زیست‌شناسی مولکولی استاندارد، باکتری اشریشیا کلی پرمصرف‌ترین ارگانیسم برای تولید دی ان ای و پروتئین نوترکیب است. این مسئله به خاطر سرعت رشد سریع، سرعتِ خوبِ تولید پروتئین و شرایط رشدِ آسانِ ای. کلای است. بیان پروتئین در ای. کلای معمولاً به چند دلیل نسبت به پیکیا پاستوریس سریع تر است: سلول های ای. کلای شایسته (به انگلیسی: competent) می‌توانند به صورت یخ زده ذخیره شوند و بلافاصله قبل از استفاده گرم شوند، در حالی که سلول‌های پیکیا باید بلافاصله قبل از استفاده، تولید شوند. بازدهِ بیان در پیکیا بین کلونی (به انگلیسی: clones)های مختلف متنوع است و معمولاً برای بیان پروتئین قبل از اینکه یک تولید کنندهٔ خوب پیدا شود نیازاست تا تعدادِ زیادی از کلونی‌ها غربالگری شوند. دفعات القا ی بهینهٔ پیکیا معمولاً به چند روز می‌رسد در حالی که در ای. کلای بازده بهینه معمولاً در چند ساعت از القا به دست می‌آید. مزیت برتر پیکیا به ای. کلای این است که پیکیا قادر به گلیکوزیلاسیون (به انگلیسی: glycosylation)و تشکیل پیوندهای دی سولفیدی (به انگلیسی: disulfide) در پروتئین هاست. این بدین معناست که در مواردی که احتیاج به پیوندهای دی سولفیدی است، ممکن است ای. کلای پروتئینی را تولید کند که به اشتباه تا خورده باشد که این پروتئین معمولاً نامحلول و غیرفعال است.
ساکارومایسس سرویزیه ی به خوبی مطالعه شده نیز به عنوان یک سیستم بیان با مزیت‌های مشابه پیکیا نسبت به ای. کلای استفاده می‌شود. با این حال پیکیا در آزمایشگاه و تنظیماتِ صنعتی دو مزیت اصلی نسبت به ساکارومایسس سرویزیه دارد:
اولاً، پیکیا همانگونه که در بالا اشاره شد، میتیلوتروف است بدین معنی که می‌تواند با الکل سادهٔ متانول به عنوان منبع انرژی اش رشد کند - پیکیا می‌تواند به سادگی در سوسپانسیونِ سلول در محلول‌های قوی متانول که بیشتر میکرواُرگانیسم‌های دیگر را می‌کشد، تکثیر یابد، سیستمی که از نظر راه اندازی و نگهداری آسان است.
دوما، پیکیا می‌تواند تا تراکم سلولی بسیار بالایی رشد کند و می‌تواند تحت شرایط ایده‌آل تا نقطه ای که سوسپانسیونِ سلول عملاً یک خمیر است، تکثیر یابد. از آنجایی که بازده پروتئین از بیان در یک میکروب تقریباً برابر با پروتئین تولید شده در هر سلول و تعداد سلول هاست، می‌توان به مقدار زیادی در هنگام تولید مقادیر بالایی از پروتئین بدون استفاده از تجهیزاتِ گران‌قیمت، از پیکیا استفاده کرد.
در مقایسه با سایر سیستم‌های بیان مثل سلول‌های اِس 2 (S2) از مگس سرکه (به انگلیسی :Drosophila melanogaster) یا سلول تخمدانِ نوعی موش چینی (به انگلیسی: Chinese hamster ovary cell)، پیکیا معمولاً محصول بهتری می‌دهد. ردههٔ سلولی از اُرگانیسم‌های چند سلولی معمولاً به محیط کشتی غنی و پیچیده از جمله اسید آمینه، ویتامین و عامل رشد، احتایج دارند. این محیط کشت به طور قابل توجهی هزینهٔ تولید پروتئین‌های نوترکیب را افزایش می‌دهد. به علاوه، به دلیل اینکه پیکیا می‌تواند در محیط کشت شامل تنها یک منبع کربن و یک منبع نیتروژن رشد کن، برای کاربردهای نشانه گذارییِ ایزوتوپی مثل پروتئین ان ام آر (به انگلیسی: protein NMR) مناسب است. هرچند، تعدادی از پروتئین‌ها برای تا خوردگیِ مناسب، احتیاج به چاپرونین (به انگلیسی: chaperonins) دارند؛ بنابراین ، پیکیا قادر به تولید پروتئین‌هایی که برای آنها در میزبان چاپرون مناسبی وجود ندارد، نمی‌باشد. در سال ۲۰۰۶ یک گروه تحقیقاتی موفق به تولید سویه ای شد که اریتروپوئیتین (به انگلیسی :Erythropoietin) را در فرم طبیعی گلیکوزیلهٔ خود تولید می‌کند. این امر با تعویض آنزیم‌های مسئولِ گلیکوزیلاسیون نوع قارچی، با همولوگِ پستانداران، به دست آمد؛ بنابراین تغییر الگوی گلیکوزیلاسیون اجازه داد تا پروتئین به طور کامل دارای عملکرد باشد.

## پیکیا پاستوریسبه عنوان یک اُرگانیسم نمونه
مزیتِ دیگر پیکیا پاستوریس شباهت آن به مخمر نانِ  [saccharomyces cerevisiae saccharomyces cerevisiae] است. به عنوان یک اُرگانیسمِ مدل برای زیست‌شناسی و استفادهٔ انسانی برای اهداف مختلف در طول تاریخ، ساکارومایسس سرویزیه به خوبی مورد مطالعه قرار گرفته است تا حداقل‌ها را بگوید. دو گونهٔ مخمر (پیکیا، ساکارومایسس) شرایط رشد و مقاومت مشابهی دارند بنابراین کشتِ پیکیا پاستوریس می‌تواند توسط ازمایشگاه‌ها بدون تجهیزاتِ تخصصی به آسانی انجام شود.
ژنومِ پیکیا پاستوریس GS115 توسط انستیتو ولاندرز (به انگلیسی: (Flanders Institute for Biotechnology (VIB) برای زیست فناوری و دانشگاهِ  گنت (به انگلیسی: Ghent University، توالی یابی شد و در Nature Biotechnology به چاپ رسید. از طریق سیستم ORCAE می‌توان توالی ژنوم و تفسیرِ ژنی را مرور کرد.
این مخمر دارای کاربردهای فراوانی بوده و از آن به منظور تولید واکسن های نوترکیب تحت واحد نیز استفاده شده است. به عنوان مثال، نخستین واکسن نوترکیب آنفلوانزای تحت تیپ H9N2 در ایران، با استفاده از مهندسی ژن همآگلوتینین در سویه GS115 مخمر پیکیا پاستوریس ساخته شد.